# Rhinocricus zaratensis
Rhinocricus zaratensis är en mångfotingart som beskrevs av Kraus 1955. Rhinocricus zaratensis ingår i släktet Rhinocricus och familjen Rhinocricidae. Inga underarter finns listade i Catalogue of Life.